# 菊池義武
菊池義武（きくち よしたけ，1505年—1554年12月14日），日本戰國時代的武將，本名大友重治；他是以豐後國為根據地的戰國大名大友義長之子，繼承了大友家督的大友義鑑是其胞兄。
為了將勢力擴展到肥後國，義鑑與肥後名門菊池氏達成約定，令其胞弟重治繼承菊池家督，改名為菊池義武；但成為肥後國守護大名的義武，卻聯合九州北部的大内氏及肥後南部的相良氏等勢力，與大友本家對立。義武最初兵敗，但趁義鑑死於家中內亂（即發生於1550年的「二階崩之變」）之機，又奪回領地。二階崩之變後，義武血緣上的姪兒大友義鎮繼承大友家督，計誘義武返回豐後；途中，大友軍將義武圍困，迫其自裁，菊池家系亦隨著義武的死去而斷絕。
作為一位領主，菊池義武的評價不佳，留下傲慢、枉殺犯顏上諫的忠臣等負面事跡。